# Toi et moi (chanson de Lorie)
Pour les articles homonymes, voir Toi et moi.
Singles de Lorie
C'est plus fort que moi
(2004) Rester la même
(2005)
Toi et moi est une chanson de la chanteuse française Lorie. Il s'agit de l'unique single issu de la compilation Best of. Il est sorti le 7 mars 2005 et s'est vendu à plus de 115 000 exemplaires, s'est vu ainsi certifié disque d'argent en 2005.

## Genèse
Cette chanson a été produite et écrite par Johnny Williams, Laura Marciano et Simon Caby. La face B du single contient la version instrumentale. Le titre est initialement disponible sur en inédit sur le Best of de Lorie paru en 2005, mais aussi sur le CD et le DVD du concert Live Tour 2006 sorti en 2006.

## Clip vidéo
Le clip vidéo a été tourné par Vincent Egret à Miami. Le clip et la version karaoké se trouvent sur le DVD du Best of. Le making of du clip est disponible dans les bonus du DVD du Best of.

## Liste des pistes
- CD single

1. Toi et moi – 3:28
2. Toi et moi (instrumental) – 3:29

## Classements et certifications
| Pays          | Meilleure position | Semaines dans le classement |
| ------------- | ------------------ | --------------------------- |
| France        | 7                  | 18                          |
| Belgique (Fr) | 9                  | 11                          |
| Suisse        | 29                 | 11                          |

| Classement (2005) | Position |
| ----------------- | -------- |
| France            | 48       |
| Belgique          | 74       |

### Certifications
| Pays   | Certification | Date         | Ventes certifiées | Ventes réelles |
| ------ | ------------- | ------------ | ----------------- | -------------- |
| France | Argent        | 15 juin 2005 | 100 000           | 115 000+       |